# 荷花圖
《荷花圖》是中国国画家張大千在1949年创作的一幅水墨画作品，以水墨紙本繪畫而成，整幅畫作長120厘米，寬62厘米。此画作是张大千为赠予毛泽东而作。现收藏于北京中南海的毛泽东故居。